# Primera División de Uruguay 1921
Campeonato Uruguayo de Fútbol 1921 var den 21:a säsongen av Uruguays högstaliga i fotboll. Ligan spelades som ett seriespel där samtliga tolv lag mötte varandra vid två tillfällen. Totalt spelades 132 matcher med 300 gjorda mål.
Peñarol vann sin sjunde titel som uruguayanska mästare.

## Deltagande lag
Tolv lag deltog i mästerskapet; elva från Montevideo, och Universal från San José de Mayo.
Lito flyttades upp från föregående säsong. Detta var lagets första säsong i Primera división.
Detta blev Reformers sista säsong i högstaligan.

## Poängtabell
| Nr | Lag                  | S  | V  | O | F  | GM | IM | MS  | P  |
| -- | -------------------- | -- | -- | - | -- | -- | -- | --- | -- |
| 1  | Peñarol              | 22 | 18 | 3 | 1  | 56 | 12 | +44 | 39 |
| 2  | Nacional             | 22 | 16 | 5 | 1  | 52 | 10 | +42 | 37 |
| 3  | Universal            | 22 | 13 | 5 | 4  | 37 | 14 | +23 | 31 |
| 4  | Montevideo Wanderers | 22 | 13 | 4 | 5  | 26 | 11 | +15 | 30 |
| 5  | Belgrano             | 22 | 8  | 6 | 8  | 24 | 27 | −3  | 22 |
| 6  | Lito                 | 22 | 8  | 5 | 9  | 25 | 28 | −3  | 21 |
| 7  | Liverpool            | 22 | 7  | 2 | 13 | 18 | 18 | 0   | 16 |
| 8  | Central              | 22 | 5  | 5 | 12 | 14 | 25 | −11 | 15 |
| 9  | Charley              | 22 | 5  | 4 | 13 | 13 | 32 | −19 | 14 |
| 10 | Uruguay Onward       | 22 | 6  | 2 | 14 | 12 | 42 | −30 | 14 |
| 11 | Dublin               | 22 | 5  | 3 | 14 | 11 | 41 | −30 | 13 |
| 12 | Reformers            | 22 | 4  | 4 | 14 | 12 | 40 | −28 | 12 |